# Yakovlev Yak-48
Yakovlev Yak-48 là một loại máy bay phản lực thương mại tầm xa hai động cơ.

## Tính năng kỹ chiến thuật (Yak-48)
Đặc điểm tổng quát
- Tổ lái: 2
- Sức chuyên chở: lên tới 19 hành khách
- Chiều dài: 19,3 m (63 ft 4 in)
- Sải cánh: 17,42 m (57 ft 2 in)
- Chiều cao:  ()
- Diện tích cánh: 30,2 m² (325 ft²)
- Trọng lượng rỗng: 8.060 kg (17.769 lb)
- Trọng lượng có tải: kg (lb)
- Trọng lượng cất cánh tối đa: 15.172 kg (33.448 lb)
- Động cơ: 2 × Pratt & Whitney Canada PW306A , kN (lbf) mỗi chiếc

 Hiệu suất bay 
- Vận tốc cực đại: 880 km/h (547 mph)
- Tầm bay: 6.852 km (4.258 nm)
- Trần bay: m (ft)
- Vận tốc leo cao: m/s (ft/min)
- Tải trên cánh: kg/m² (lb/ft²)